# Orchestina goblin
Espèce
Orchestina goblin est une espèce d'araignées aranéomorphes de la famille des Oonopidae.

## Distribution
Cette espèce se rencontre en Équateur dans les provinces d'Orellana et de Napo, en Colombie dans le département de Vaupés, au Pérou dans la région de Madre de Dios et au Brésil en Acre,.

## Description
Le mâle holotype mesure 0,95 mm.

## Publication originale
- Izquierdo & Ramírez, 2017 : Taxonomic revision of the jumping goblin spiders of the genus Orchestina Simon, 1882, in the Americas (Araneae: Oonopidae). Bulletin of the American Museum of Natural History, no 410, p. 1-362 (texte intégral).